# Grand-Prix-Europameisterschaft 1938
In der Grand-Prix-Saison 1938 wurde vom Internationalen Automobilverband AIACR wie in den Vorjahren erneut eine Grand-Prix-Europameisterschaft für Fahrer ausgeschrieben. Wertungsläufe waren mit den Großen Preisen von Frankreich, Deutschland, der Schweiz und Italien insgesamt vier Grandes Épreuves, die nach den neu verabschiedeten Bestimmungen der Internationalen Grand-Prix-Rennformel ausgetragen wurden. Im Wesentlichen wurde darin der Hubraum für Rennwagen mit Kompressoraufladung auf 3,0 Liter, für Rennwagen mit Saugmotor auf 4,5 Liter begrenzt, bei gleichzeitiger Festlegung eines Mindestgewichts von 850 kg. Kleinere Motoren wurden entsprechend einer sogenannten „Gleitenden Skala“ mit Gewichtsvorteil von bis zu 450 kg ausgeglichen. Die minimale Renndistanz für die Grande Épreuves betrug weiterhin 500 km, auch der Meisterschaftsmodus blieb gegenüber den Vorjahren gleich.
Nach dem Tod von Bernd Rosemeyer bei Rekordversuchen gleich zu Jahresbeginn dauerte es bis weit in die Saison hinein, bis sich das Team der Auto Union AG wieder gefestigt hatte. So konnte die Mannschaft von Daimler-Benz mit dem neuen Mercedes-Benz W 154 weitgehend die Rennen kontrollieren und mit Rudolf Caracciola zum dritten Mal nach 1935 und 1937 den Europameistertitel erringen.

## Neue Rennformel mitgleitender Skala
Die sogenannte 750-kg-Formel der Jahre 1934 bis 1937 hatte ihr gestecktes Ziel nicht erfüllen können, ein nahezu unbegrenztes Anwachsen von Motorleistung und Geschwindigkeiten zu verhindern. Aus diesem Grund sah sich die AIACR Ende 1936 genötigt, für 1938 eine neue Grand-Prix-Rennformel zu verabschieden, in der die maximale Hubraumstärke der Rennwagen wieder direkt vorgegeben wurde, wie dies zuletzt in der 1,5-Liter-Formel von 1926/1927 der Fall gewesen war. Um dennoch eine gewisse technologische und konstruktive Freiheit zu belassen, sollte über die Zuordnung von Hubraumgröße zu Mindestgewicht in einer sogenannten gleitenden Skala (englisch „sliding scale“) eine Chancengleichheit für kleinere Motoren hergestellt werden. Gleichzeitig wurden zum ersten Mal in der Grand-Prix-Geschichte Motoren mit und ohne Kompressor bei der Festlegung der Hubraumgrenzen unterschiedlich behandelt, wobei dafür ein Verhältnis von 1 : 1,5 angesetzt wurde.
Erlaubt waren demnach Rennwagen von minimal 666 cm³ Hubraum mit bzw. 1000 cm³ Hubraum ohne Kompressor und jeweils 400 kg Mindestgewicht sowie bis maximal 3 Liter Hubraum mit bzw. 4,5 Liter Hubraum ohne Kompressor und jeweils 850 kg Minimalgewicht.
In der Praxis stellte sich jedoch schnell heraus, dass es nicht gelungen war, die Parameter wirklich in ein vernünftiges Verhältnis zueinander zu setzen, sodass schließlich nur Rennwagen mit Kompressor und dem maximal zulässigen Hubvolumen von 3,0 Litern wirklich konkurrenzfähig waren. Über diesen Umstand wird häufig übersehen, dass auch Fahrzeuge mit kleineren Motoren, z. B. praktisch alle Modelle der 1,5-Liter-Voiturette-Klasse, im Sinne der Rennformel vollwertige Grand-Prix-Rennwagen waren.
Zum ersten Mal seit 1927 galten die technischen Bestimmungen der Internationalen Grand-Prix-Formel gleichzeitig auch wieder in Indianapolis, doch kam es im ersten Jahr der neuen Formel noch zu keinem nennenswerten gegenseitigen Austausch der zwei Motorsportwelten.

## Saisonbericht

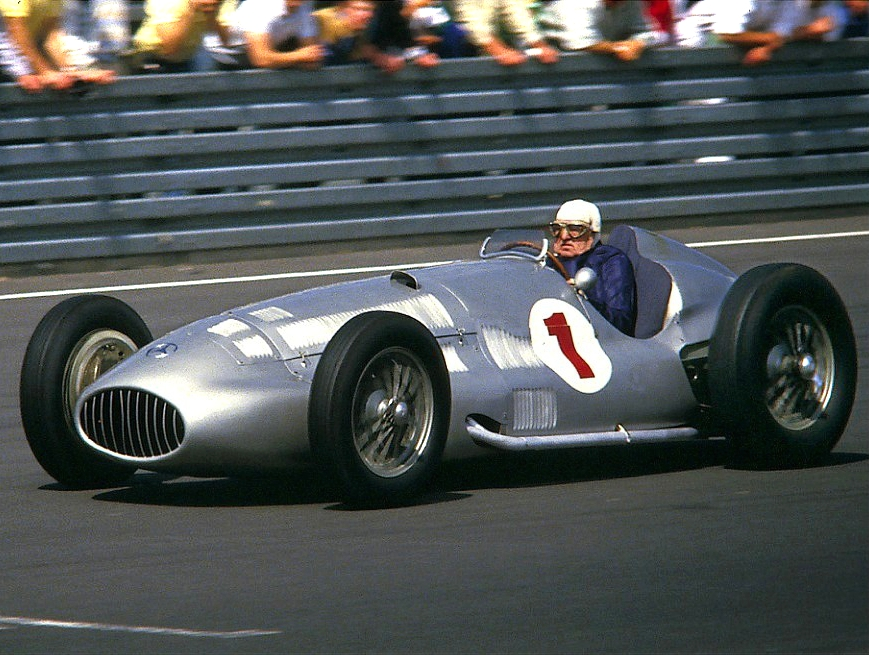
Hermann Lang im Mercedes-Benz W 154 beim Oldtimer-Grand-Prix 1986 auf dem Nürburgring

War es unter der 750-kg-Rennformel jeweils das Ziel gewesen, innerhalb der Gewichtsgrößen einen möglichst Hubraum- und PS-starken Motor im Chassis unterzubringen, so führte unter den Bedingungen der neuen Formel der Weg zur Leistungsmaximierung bei limitiertem Hubraum in erster Linie über die Motorendrehzahl. Konsequenterweise schnellte damit die Literleistung, die sich bislang bei etwa 100 PS pro Liter Hubraum eingependelt hatte, mit einem Schlag auf Werte um 150 PS pro Liter empor und teilweise noch darüber. Im Endeffekt reichten die Motorleistungen dabei wieder nahe an die bisherigen Werte heran, sodass in Verbindung mit weiteren technischen Neuerungen in Fahrwerkstechnologie und Aerodynamik die Rennwagen bald die gleichen Geschwindigkeiten und Rundenzeiten erreichten wie vorher.
Bei Daimler-Benz hatte man anhand von Versuchen mit verschiedenen Motorkonfigurationen schnell erkannt, dass der Weg zum Erfolg einzig über den Kompressormotor mit dem erlaubten Hubraummaximum von 3,0 Litern führte. Als optimale Bauform entschied man sich dabei für einen V12-Zylinder-Motor mit Vierventiltechnik, der mit der für damalige Verhältnisse hohen Drehzahl von 8000 Umdrehungen pro Minute bei einer Leistung von ca. 450 PS wieder einmal völlig neue Maßstäbe setzte, was allerdings auch für den exorbitanten Treibstoffverbrauch galt. Als besondere Innovation wurde das als M 154 bezeichnete Aggregat im ansonsten weitgehend vom Vormodell Mercedes-Benz W 125 abgeleiteten Chassis leicht diagonal eingebaut, sodass der Antriebsstrang statt unter dem Fahrersitz hindurch nun seitlich daran vorbei gelegt werden konnte. Damit konnte das gesamte Auto deutlich flacher gehalten werden, wodurch der neue Mercedes-Benz W 154 nicht nur einen niedrigeren Schwerpunkt als sein Vorgänger bekam, sondern vor allem auch eine erhebliche Reduzierung der Stirnfläche und damit letztlich des Luftwiderstands erzielt wurde. 14 Chassis und 19 Motoren wurden im Verlauf der Saison 1938 gefertigt, was sowohl die materiellen Möglichkeiten wie auch die Entschiedenheit verdeutlicht, mit der Daimler-Benz den Grand-Prix-Sport anging.
Bei der Fahrerbesetzung gab es kaum Grund zu größeren Veränderungen. Rudolf Caracciola als amtierender Europameister hatte zusammen mit Manfred von Brauchitsch und Hermann Lang die Saison 1937 souverän dominiert – trotz starker interner Rivalitäten. Vor allem in Lang, der nach seiner Beförderung zum Stammfahrer auf Anhieb den „altgedienten“ Grand-Prix-Piloten ebenbürtig war, sahen beide eine zunehmende Bedrohung für ihre Stellung im Team, zumal Lang auch mit den Fahreigenschaften des neuen W 154 bestens zurechtkam und aus seinen Zeiten als Mechaniker über ein viel besseres technisches Verständnis für das Auto verfügte als die beiden „Herrenfahrer“. Mit Richard Seaman als sogenanntem Juniorfahrer im Team wartete daneben noch ein weiteres großes Talent auf seinen Durchbruch, und so musste lediglich der zweite Junior Christian Kautz nach seinem Wechsel zur Auto Union AG durch Walter Bäumer als Reservefahrer ersetzt werden.

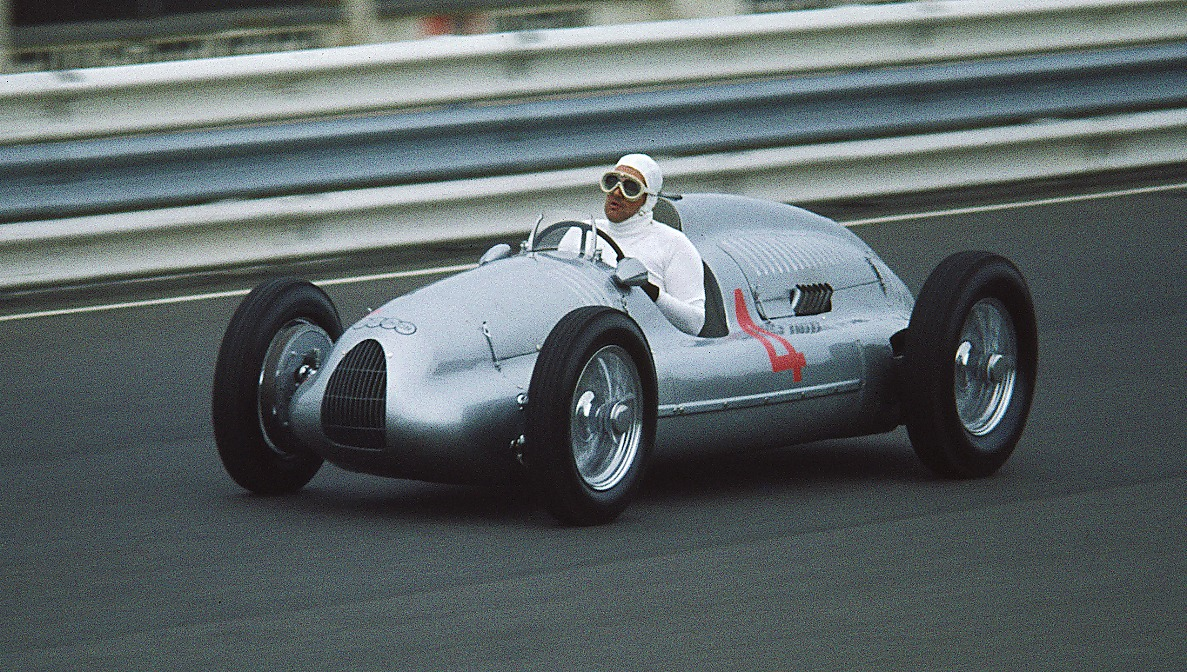
Auto Union Typ D beim Oldtimer-Grand-Prix 1979, gefahren von Colin Crabbe

Ganz anders war die Situation bei der Auto Union, wo die neue Saison bereits im Vorfeld ganz im Zeichen großer Umbruchstimmung gestanden hatte. Ferdinand Porsche stand als Konstrukteur der unkonventionellen Rennwagen nicht mehr zur Verfügung, weil er sich um Hitlers Volkswagenprojekt kümmerte. Neuer Leiter der Rennabteilung wurde Robert Eberan von Eberhorst, der die von Porsche eingeschlagene Linie konsequent fortsetzte und mit dem Auto Union Typ D erneut einen Rennwagen mit hinter dem Fahrersitz angeordnetem Motor entwarf. Unter der elegant geschwungenen Karosserie arbeitete jetzt ein kompressorgeladener 3-Liter-V12-Zylinder nach weitgehend ähnlichen Konstruktionsprinzipien wie beim V16-Motor der Vorgängermodelle. Wie die aktuellen Mercedes-Rennwagen hatte auch dieses Auto-Union-Modell eine De-Dion-Hinterachse für eine bessere Straßenlage. Bei der Entwicklung der neuen Autos kam es jedoch zu erheblichen Verzögerungen, auch weil die Mannschaft in der Zwischenzeit durch den Tod von Rosemeyer völlig aus der Bahn geworfen worden war.  Luigi Fagioli hatte wegen eines starken Rheumatismus das Rennfahren aufgeben müssen und erst nach dem Zweiten Weltkrieg seine Grand-Prix-Karriere fortsetzen können. Und auch die Verträge mit Achille Varzi, wegen dessen Drogensucht und anderer Eskapaden, sowie Hans Stuck, den man als nicht mehr fit und motiviert genug einschätzte, waren Ende 1937 nicht verlängert worden. So fand sich das Team zu Saisonbeginn ohne Auto und – abgesehen von den Nachwuchs- und Reservepiloten Rudolf Hasse, Hermann Paul Müller, Christian Kautz und Ulrich Bigalke – auch ohne einen Fahrer von internationalem Format wieder.

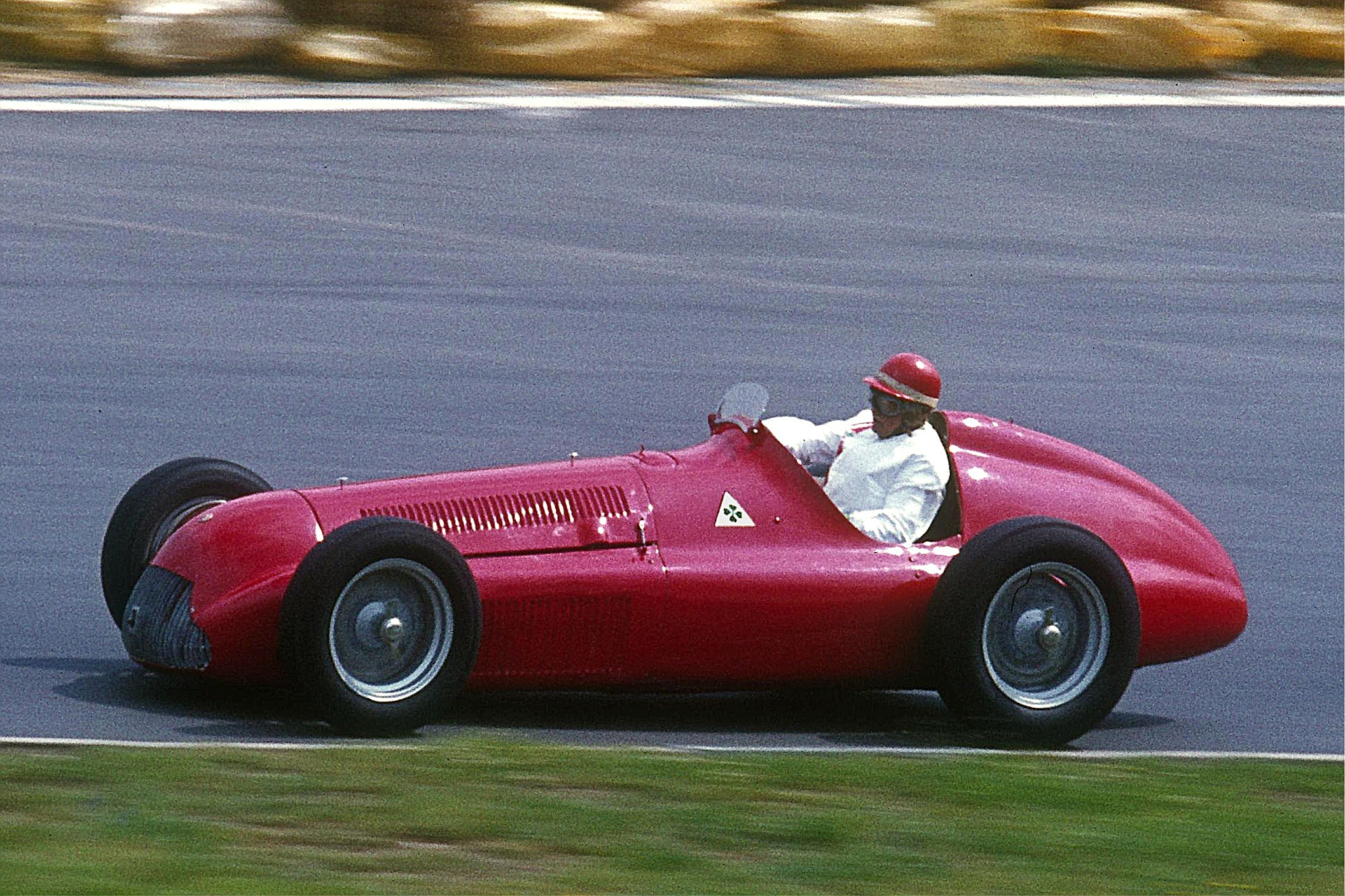
Letzte Version des Alfa Romeo „Alfetta“ in der Nordkurve des Nürburgrings

Auch bei Alfa Romeo gab es zur neuen Saison große Veränderungen. Schon zu Beginn des Vorjahres war die Mehrheitsbeteiligung an der Scuderia Ferrari erworben worden, die bis dahin offiziell die Grand-Prix-Einsätze organisierte. Nach dem enttäuschenden Verlauf der Saison und dem unbefriedigenden, erst zum Schluss eingesetzten Alfa Romeo 12C-37 war der in Modena beheimatete Rennstall vollständig aufgelöst worden. Stattdessen richtete das Mailänder Stammwerk mit Alfa Corse selbst wieder eine eigene Rennabteilung ein, für die Enzo Ferrari jedoch weiterhin als angestellter Rennleiter arbeitete. Der neue Chefkonstrukteur Wilfredo Ricart entwickelte drei verschiedene Grand-Prix-Modelle, wobei als Basis jeweils das Rohrrahmenchassis des gescheiterten Vorjahresmodells verwendet wurde. Da war zunächst der Alfa Romeo Tipo 308 mit einem vom Alfa Romeo Tipo B abgewandelten Reihenachtzylinder, der zunächst eher als Übergangslösung gedacht war, weil der Alfa Romeo Tipo 312 mit einer auf 3 Liter verkleinerten Version des letztjährigen V12-Motors zu Saisonbeginn noch nicht zur Verfügung stand. Parallel dazu arbeitete Gioacchino Colombo als weiterer Konstrukteur bereits seit Sommer 1937 auch an einer verkleinerten Version des Tipo 308 mit 1,5-Liter-Reihenachtzylinder, der sogenannten Alfetta, mit der 1938 angesichts der Dominanz der deutschen Rennwagen auf den Grand-Prix-Strecken parallel auch der Einstieg in die immer populärer werdende Voiturette-Kategorie erfolgen sollte. Da der Motor dieses offiziell als Alfa Romeo Tipo 158 bezeichneten Modells von Anfang an großes Potential aufzeigte, kombinierte Ricart außerdem kurzerhand zwei solche Aggregate durch Kopplung der beiden Kurbelwellen in einem gemeinsamen Gehäuse schließlich zu einem dritten Grand-Prix-Typ, dem Alfa Romeo Tipo 316, der aber erst im Verlauf des Sommers einigermaßen einsatzreif wurde. Diese Typenvielfalt – Ausdruck der Suche nach einem Konzept gegen die Übermacht der deutschen Silberpfeile – führte zu einer solchen Verzettelung der Kräfte, dass letztlich keines der Modelle ein wirklich zufriedenstellendes Entwicklungsprogramm durchlaufen konnte.
Anlass zur Hoffnung gab trotzdem, dass es zunächst gelungen war, Tazio Nuvolari zum Bleiben zu veranlassen, nachdem der italienische Superstar nach dem enttäuschenden Verlauf der Vorsaison beim Großen Preis der Schweiz einen Versuch bei der Auto Union unternommen hatte. Als dann jedoch zum Auftaktrennen beim Großen Preis von Pau sein neuer Tipo 308 im Training Feuer fing, erklärte er umgehend seinen endgültigen Ausstieg bei Alfa Romeo.
Ohne Nuvolari und in Abwesenheit der Auto-Union-Mannschaft schien in Pau ein Mercedes-Sieg sicher. Das Team wollte das Rennen als letzten Test für die bevorstehende Saison nutzen und hatte zwei der neuen W 154 zu ihrem Renndebüt nach Südfrankreich geschickt. Doch zur allgemeinen Verwunderung gelang es Caracciola nicht, René Dreyfus in einem Delahaye Type 145 auf dem verwinkelten Stadtkurs abzuschütteln. Weil der französische Sportwagen mit seinem genügsamen 4,5-Liter-V12-Saugmotor im Gegensatz zum hochgezüchteten Mercedes das Rennen ohne Tankstopp durchstehen konnte, war Dreyfus der Sieg nicht mehr zu nehmen und damit eine der größten Überraschungen im Grand-Prix-Sport perfekt.
Einen Monat später fand im nordafrikanischen Tripolis das erste bedeutende internationale Rennen der Saison statt. Mercedes war auf dem schnellen Mellaha-Kurs nicht zu schlagen und feierte mit Lang vor von Brauchitsch und Caracciola einen Dreifacherfolg. Die Alfa-Romeo-Mannschaft musste nach Nuvolaris Abgang dagegen weitere Schicksalsschläge hinnehmen. Um das Teilnehmerfeld aufzufüllen, waren zusammen mit den Grand-Prix-Boliden auch Voiturette-Rennwagen an den Start geschickt worden. Durch die großen Geschwindigkeitsunterschiede kam es beim Überrunden wiederholt zu gefährlichen Situationen. Zunächst kam bei einer solchen Gelegenheit der Alfa Romeo Tipo 312 von Eugenio Siena von der Strecke ab und endete an einer Hauswand; der Fahrer war sofort tot. Wenig später hatte der neue Teamkapitän bei Alfa Corse, Giuseppe Farina, eine Kollision mit dem ungarischen Voiturette-Fahrer László Hartmann. Beide Wagen überschlugen sich, doch während Farina, der nach der Kollision mit Marcel Lehoux beim Rennen in Deauville von 1936 damit schon zum zweiten Mal in einen tödlichen Unfall verwickelt wurde, ohne schwere Verletzungen davonkam, starb Hartmann am folgenden Tag im Krankenhaus.
In Tripolis waren mit Maserati und Bugatti auch zwei ehemals bedeutende Hersteller nach längerer Pause in den Grand-Prix-Sport zurückgekehrt. Das kleine italienische Werk hatte sich zuletzt ganz auf die Produktion von Rennwagen der Voiturette-Klasse konzentriert, brachte nach der Firmenübernahme durch die Industriellenfamilie Orsi und dem Umzug nach Modena nun aber mit dem Maserati 8CTF ein vielversprechendes neues Modell heraus, dem es allerdings infolge der begrenzten Entwicklungsmöglichkeiten vor allem an Standfestigkeit mangelte, um eine ernste Bedrohung für die deutschen Wagen darzustellen. In Tripolis erzielte Carlo Felice Trossi immerhin die schnellste Rundenzeit, musste aber ebenso wie Achille Varzi frühzeitig das Rennen aufgeben.
Bei Bugatti hatte der Wiedereinstieg weniger sportliche als finanzpolitische Gründe. Schon 1935 hatte die französische Regierung mit dem Fonds de Course ein nationales Spendenprogramm initiiert, dessen Mittel zur Förderung des Baus wettbewerbsfähiger einheimischer Rennwagen im Kampf gegen die übermächtige deutsche und italienische Konkurrenz verwendet werden sollten. Doch statt dem in Pau erfolgreichen Delahaye-Team des in Frankreich angesiedelten US-amerikanischen Rennfahrerehepaars Laury und Lucy O’Reilly Schell wurde die Summe auf bloße Ankündigung neuer Grand-Prix-Modelle an die vermeintlich verdienten Firmen Bugatti und Talbot ausgezahlt. Um überhaupt eine Gegenleistung vorweisen zu können, präsentierte Bugatti mit dem Bugatti Type 59/50 B3 jedoch eine fast unveränderte Ausgabe des bereits gescheiterten Monopostos von 1936, die in ihrer Grundkonstruktion nach wie vor auf dem alten doppelsitzigen Bugatti Type 59 mit Starrachsen und Seilzugbremsen basierte und dementsprechend völlig veraltet war. Im Übrigen wurde nur ein einziges Exemplar regelmäßig mit Jean-Pierre Wimille als Fahrer gemeldet, bevor sich das Team – nach Empfang der Geldmittel – zur Saisonmitte wieder ganz aus dem Grand-Prix-Sport zurückzog. Der vom neuen Firmeninhaber Anthony Lago angekündigte Talbot mit 3-Liter V16-Kompressormotor kam dagegen über Zeichnungen gar nicht erst hinaus. Stattdessen musste das Team weiter auf behelfsmäßig umgerüstete Sportwagenmodelle mit leistungsschwachen Sechszylinder-Saugmotoren von 4 Liter Hubraum zurückgreifen, die allenfalls durch Standfestigkeit und Genügsamkeit gelegentlich punkten konnten.
Schließlich hatte auch das bislang in der Voiturette-Klasse erfolgreiche britische ERA-Team erwogen, in die Grand-Prix-Kategorie aufzusteigen. Der speziell dafür entwickelte ERA E-Type erinnerte zumindest äußerlich stark an die erfolgreichen Mercedes-Silberpfeile, überforderte jedoch die begrenzten Möglichkeiten des kleinen Rennstalls bei Weitem, was zum Ende des gesamten Unternehmens führte.
In Anbetracht der erdrückenden Dominanz der deutschen Rennställe waren inzwischen immer weniger Veranstalter bereit, Rennen für Grand-Prix-Wagen zu veranstalten und wendeten sich zunehmend der Voiturette-Klasse zu, wo die Rennen bislang – jedenfalls bis zum Einstieg von Alfa Romeo zur Jahresmitte – angesichts des weitgehend ausgeglichenen Materials der zahlreichen Privatfahrer wesentlich spannender gewesen waren. So war das nächste Rennen für Grand-Prix-Wagen schon der Große Preis von Frankreich Anfang Juli, der nach längerer Pause auf dem Dreieckskurs von Reims-Gueux ausgetragen wurde und sich, nicht zum ersten Mal seiner Geschichte, zu einer regelrechten Farce entwickelte.
Das begann damit, dass sich Alfa Romeo nach den jüngsten Fehlschlägen vorübergehend komplett aus dem Grand-Prix-Geschehen zurückgezogen hatte. Aus Protest gegen die Nichtberücksichtigung im öffentlichen Förderprogramm verzichtete außerdem das Delahaye-Team des Ehepaars Schell auf die Teilnahme. Immerhin war wenigstens die Auto Union wieder mit von der Partie, wenn auch nur mit einer Rumpfmannschaft aus bisherigen Reserve- und Nachwuchsfahrern. Für den schnellen Kurs mit seinen langen Geraden hatte man sogar eigens zwei Stromlinienrennwagen nach Art der im Vorjahr auf der Avus eingesetzten Fahrzeuge vorbereitet. Doch weder Rudolf Hasse noch „H. P.“ Müller kam mit den Wagen zurecht und beide kamen schon im Training von der Strecke ab. Fürs Rennen wurden die Stromlinienautos daher durch Übergangsmodelle – aktueller Motor im Vorjahreschassis – ersetzt und Christian Kautz nahm den Platz des verletzten Müller ein. Beide Wagen schieden aber durch Fahrfehler ihrer Piloten noch im Verlauf der ersten Runde aus, sodass das Mercedes-Trio das Rennen – abgesehen von zwei Talbot-Sportwagen, die im Schnitt alle sechs Umläufe überrundet wurden – ohne ernsthaften Gegner bestritt und mit von Brauchitsch vor Caracciola und Lang einen ungefährdeten Dreifachsieg erzielte.
Für deutlich bessere Publikumsunterhaltung war dagegen beim nachfolgenden Großen Preis von Deutschland auf dem Nürburgring gesorgt. Im Bestreben, die Lücke in der innerdeutschen Konkurrenz zu schließen, hatte die Auto Union Tazio Nuvolari als neuen Spitzenfahrer verpflichtet, der allerdings noch Zeit brauchte, um sich auf das Fahrverhalten der ungewohnten Heckmotorrennwagen einzustellen. Wegen eines Fahrfehlers schied er schon in der dritten Runde des Rennens aus. Außerdem war Hans Stuck zurück im Team und beiden Fahrern standen zum ersten Mal zwei neue Typ D zur Verfügung. Dennoch war Mercedes-Benz wieder klar tonangebend und von Brauchitsch sah erneut bereits wie der sichere Sieger aus, als sein Wagen beim Tankstopp durch übergelaufenes Benzin in Brand geriet. Hierdurch wurde der Weg frei für Mercedes-Junior Richard Seaman, der mit seinem ersten Grand-Prix-Erfolg, noch dazu in einem der prestigeträchtigsten Rennen, großes Aufsehen erregte.
Auch bei den beiden italienischen Klassikern, den Rennen um die Coppa Ciano auf dem Circuito di Montenero bei Livorno und um die Coppa Acerbo bei Pascara, verlief für die Mercedes-Mannschaft nicht alles reibungslos. Trotzdem lag am Ende mit Lang und Caracciola jeweils ein Mercedes-Fahrer vorn. In Livorno, wo das Team der Auto Union nach dem wenig zufriedenstellenden Auftritt am Nürburgring erneut pausierte, war Caracciola frühzeitig mit einem Defekt ausgefallen und auch Lang musste kurz vor Schluss seine Führung wegen eines Reifendefekts an von Brauchitsch abtreten. Dieser war jedoch beim Kampf mit seinem Stallgefährten von der Strecke abgekommen und anschließend von Zuschauern angeschoben worden, sodass durch die fällige Disqualifikation Lang doch noch zu seinen Siegerehren kam. In Pescara platzten in der Anfangsphase an den Autos von von Brauchitsch und Lang in spektakulärer Weise die Motoren, aber zumindest Caracciola konnte als einziger verbliebener Silberpfeil im Rennen den Mercedes-Erfolg sicherstellen. Die Auto Union war hier wieder dabei, aber Nuvolari kam erneut nicht weit über die erste Runde hinaus. In beiden Rennen hatte außerdem Carlo Felice Trossi die Gelegenheit, das große Potential des neuen Maserati kurz aufblitzen zu lassen, als er jeweils für einige Runden den Mercedes-Fahrern die Führung entreißen konnte, bevor er beide Male durch Motordefekte vorzeitig aus dem Rennen geworfen wurde. Alfa Romeo, wo Farina zusammen mit Wimille die Stammmannschaft bildete, war dagegen nie in der Lage, mit den Mercedes mitzuhalten. Er konnte aber dank der Standfestigkeit seines Tipo 312 beide Male von den zahlreichen Ausfällen profitieren und so zumindest jeweils den zweiten Platz erringen. Außerdem war in Livorno der neue Alfa Romeo Alfetta mit Emilio Villoresi im Rennen der Voiturettes auf Anhieb erfolgreich, sodass der italienische Rennstall mit seinem Abschneiden vor heimischem Publikum recht zufrieden sein konnte.
Wenn sie sich nicht selbst behinderten oder gegen technische Probleme anzukämpfen hatten, waren die Mercedes-Fahrer in diesem Jahr nicht zu schlagen. Das bewahrheitete sich erneut eindrucksvoll beim Großen Preis der Schweiz, der wieder einmal unter strömendem Regen stattfand. Der Trainingsschnellste Richard Seaman schien zunächst auf dem Weg zu seinem zweiten Grand-Prix-Sieg in Folge, doch dann machte bei sich zunehmend verschlechternden Bedingungen Caracciola seinem Ruf als Regenmeister alle Ehre und führte die Mercedes-Mannschaft zu einem weiteren Dreifachsieg. Bei der Auto Union war es dagegen erstaunlicherweise nicht Nuvolari, der mit dem Heckmotorrennwagen weiterhin Schwierigkeiten hatte, sondern mit Hermann Paul Müller ebenfalls einer der jungen Nachwuchsfahrer, der sein zunehmendes Können unter Beweis stellte und als Bester seines Teams lange Zeit die dritte Position hielt, bis er drei Runden vor Schluss gegen einen Baum fuhr.
Mit großem Vorsprung auf seine Teamkollegen von Brauchitsch, Seaman und Lang ging Caracciola als Führender in der Meisterschaftswertung in den abschließenden Wertungslauf und musste beim Großen Preis von Italien, der nach dem Abstecher nach Livorno im Vorjahr in seine angestammte Heimat nach Monza zurückgekehrt war, nur noch über die Distanz kommen, um sich den Titel endgültig zu sichern. Hatten zunächst auch hier die Mercedes-Fahrer im Training das Geschehen völlig beherrscht, war am Renntag mit einem Mal die Auto Union wieder vorn dabei, und während ein Mercedes nach dem anderen von der Technik eingebremst wurde, arbeitete sich Nuvolari kontinuierlich an die Spitze, um den ersten Sieg für das Team nach einem desaströsen Jahr zu erringen. Caracciola war gleich zu Beginn in die Strohballen der Streckenbegrenzung geraten und gab zur Hälfte des Rennens das Cockpit an den bereits ausgefallenen von Brauchitsch ab, der am Ende mit seinem dritten Platz – der aber gemäß dem Reglement für Caracciola gewertet wurde – seinem Mannschaftsführer die Meisterschaft doch noch sicherte.
Wegen der Sudetenkrise konnte das für September vorgesehene Masaryk-Rennen im tschechoslowakischen Brünn nicht mehr ausgetragen werden und auch der für Anfang Oktober angesetzte Saisonabschluss im britischen Donington fand erst mit drei Wochen Verspätung statt. Die zum ursprünglichen Termin angereisten deutschen Teams hatten dabei für den Fall eines möglichen Kriegsausbruchs die Anweisungen bekommen, Vorbereitungen für die Zerstörung der Wagen zu treffen, um sie nicht in britische Hände fallen zu lassen. Noch einmal zeigte sich das Auto-Union-Team gut in Form und startete in Donington mit einer Doppelführung von Nuvolari und Müller ins Rennen. Nach den fälligen Tankstopps zur Hälfte des Rennens lag dann zwar Lang mit seinem Mercedes längere Zeit in Führung, doch Nuvolari konnte sich vom zwischenzeitlich vierten Platz wieder unaufhaltsam nach vorne arbeiten und den zweiten Sieg für die Auto Union in Folge einfahren.

## Rennkalender

### Grandes Épreuveszur Europameisterschaft
|   | Datum  | Rennen                       | Strecke                | Sieger                                  | Statistik |
| - | ------ | ---------------------------- | ---------------------- | --------------------------------------- | --------- |
| 1 | 03.07. | Großer Preis von Frankreich  | Circuit de Reims-Gueux | Manfred von Brauchitsch (Mercedes-Benz) | Statistik |
| 2 | 24.07. | Großer Preis von Deutschland | Nürburgring            | Richard Seaman (Mercedes-Benz)          | Statistik |
| 3 | 21.08. | Großer Preis der Schweiz     | Bremgarten-Rundstrecke | Rudolf Caracciola (Mercedes-Benz)       | Statistik |
| 4 | 11.09. | Großer Preis von Italien     | Autodromo di Monza     | Tazio Nuvolari (Auto Union)             | Statistik |

### Weitere Rennen
| Datum  | Rennen                          | Strecke                 | Sieger                             |
| ------ | ------------------------------- | ----------------------- | ---------------------------------- |
| 10.04. | Grand Prix de Pau               | Circuit de Pau          | René Dreyfus (Delahaye)            |
| 18.04. | Campbell Trophy                 | Brooklands              | Prinz Bira (ERA)                   |
| 23.04. | Cork Grand Prix                 | Carrigrohane            | René Dreyfus (Delahaye)            |
| 21.05. | Gran Premio di Tripoli          | Autodromo della Mellaha | Hermann Lang (Mercedes-Benz)       |
| 29.05. | Circuito de Gávea Nacional      | Gávea                   | Arthur Nascimento jr. (Alfa Romeo) |
| 05.06. | Grand Prix des Frontières       | Circuit de Chimay       | Maurice Trintignant (Bugatti)      |
| 12.06. | Großer Preis von Rio de Janeiro | Circuito da Gávea       | Carlo Maria Pintacuda (Alfa Romeo) |
| 07.08. | Coppa Ciano                     | Circuito di Montenero   | Hermann Lang (Mercedes-Benz)       |
| 15.08. | Coppa Acerbo                    | Circuito di Pescara     | Rudolf Caracciola (Mercedes-Benz)  |
| 27.08. | Junior Car Club 200 mile race   | Brooklands              | John Peter Wakefield (ERA)         |
| 15.10. | Mountain Championship           | Brooklands              | Raymond Mays (ERA)                 |
| 22.10. | Großer Preis von Donington      | Donington Park          | Tazio Nuvolari (Auto Union)        |

## Rennergebnisse

### Grandes Épreuves zur Europameisterschaft

#### Großer Preis des ACF
| Platz | Fahrer                  | Team          | Zeit         |
| ----- | ----------------------- | ------------- | ------------ |
| 1     | Manfred von Brauchitsch | Mercedes-Benz | 3:04.38,5 h  |
| 2     | Rudolf Caracciola       | Mercedes-Benz | + 1.31,1 min |
| 3     | Hermann Lang            | Mercedes-Benz | + 1 Runde    |

Der Große Preis des ACF in Reims am 3. Juli 1938 wurde zur Farce. Streitereien des französischen Automobilclubs ACF mit den französischen Teams und das Nichterscheinen der Italiener aus politischen Gründen dezimierten das Starterfeld. Mercedes feierte einen Dreifachsieg.

#### Großer Preis von Deutschland
| Platz | Fahrer                           | Team          | Zeit         |
| ----- | -------------------------------- | ------------- | ------------ |
| 1     | Richard Seaman                   | Mercedes-Benz | 3:51.46,1 h  |
| 2     | Rudolf Caracciola / Hermann Lang | Mercedes-Benz | + 4.20,0 min |
| 3     | Hans Stuck                       | Auto Union    | + 8.56,2 min |

Der Große Preis von Deutschland auf dem Nürburgring fand am 24. Juli 1938 statt. Der Sieger von 1935, Tazio Nuvolari, fuhr ab sofort für Auto Union und wurde vom Publikum frenetisch begrüßt. Die Autos waren aber noch nicht standfest genug, sodass der Brite Seaman seinen einzigen großen Erfolg mit Mercedes feiern konnte.

#### Großer Preis der Schweiz
| Platz | Fahrer                  | Team          | Zeit        |
| ----- | ----------------------- | ------------- | ----------- |
| 1     | Rudolf Caracciola       | Mercedes-Benz | 2:32.07,8 h |
| 2     | Richard Seaman          | Mercedes-Benz | + 26,0 s    |
| 3     | Manfred von Brauchitsch | Mercedes-Benz | + 1 Runde   |

Während in Pescara die Hitze das Rennen bestimmte, war es beim Großen Preis der Schweiz in Bremgarten am 21. August 1938 der strömende Regen; ideale Bedingungen für den „Regenmeister“ Caracciola, der einen überlegenen Dreifach-Erfolg für Mercedes anführte.

#### Großer Preis von Italien
| Platz | Fahrer                                      | Team          | Zeit        |
| ----- | ------------------------------------------- | ------------- | ----------- |
| 1     | Tazio Nuvolari                              | Auto Union    | 2:41.39,6 h |
| 2     | Giuseppe Farina                             | Alfa Romeo    | + 1 Runde   |
| 3     | Rudolf Caracciola / Manfred von Brauchitsch | Mercedes-Benz | + 3 Runden  |

Beim Großen Preis von Italien in Monza am 11. September 1938 waren die neuen D-Typen von Auto Union einsatzbereit. So gewann zur Freude des Publikums der Italiener Tazio Nuvolari.

### Weitere Rennen

#### Grand Prix de Pau
| Platz | Fahrer                           | Team          | Zeit       |
| ----- | -------------------------------- | ------------- | ---------- |
| 1     | René Dreyfus                     | Delahaye      | 3:08.59 h  |
| 2     | Rudolf Caracciola / Hermann Lang | Mercedes-Benz | + 1.51 min |
| 3     | Gianfranco Comotti               | Delahaye      | + 6 Runden |

Das erste Rennen des Jahres war der Große Preis von Pau am 10. April 1938. Die Enge des nur 2,8 km langen Stadtkurses führte dazu, dass Mercedes seine technische Überlegenheit nicht ausspielen konnte, dazu kamen technische Probleme. Auto Union war nicht angetreten. Somit konnte Dreyfus auf Delahaye seinen Sieg feiern.

#### Gran Premio di Tripoli
| Platz | Fahrer                  | Team          | Zeit          |
| ----- | ----------------------- | ------------- | ------------- |
| 1     | Hermann Lang            | Mercedes-Benz | 2:33.17,14 h  |
| 2     | Manfred von Brauchitsch | Mercedes-Benz | + 4.38,50 min |
| 3     | Rudolf Caracciola       | Mercedes-Benz | + 5.03,62 min |

Die Veranstalter des Hochgeschwindigkeitsrennens um den Gran Premio di Tripoli in Mellaha beschlossen, die Grand-Prix-Fahrzeuge zusammen mit den hubraumschwächeren Voiturette-Autos in ein und demselben Rennen fahren zu lassen. Diese Entscheidung führte am 15. Mai 1938 zur Katastrophe: Der Italiener Eugenio Siena und der Ungar Laszlo Hartmann verunglückten tödlich. Sieger wurde Hermann Lang.

#### Coppa Ciano
| Platz | Fahrer                                   | Team          | Zeit        |
| ----- | ---------------------------------------- | ------------- | ----------- |
| 1     | Hermann Lang                             | Mercedes-Benz | 1:40.35,2 h |
| 2     | Giuseppe Farina                          | Alfa Romeo    | + 48,0 s    |
| 3     | Jean-Pierre Wimille / Clemente Biondetti | Alfa Romeo    | + 1 Runde   |

Die Coppa Ciano in Livorno am 7. August 1938 gewann Hermann Lang. Manfred von Brauchitsch beendete das Rennen als Erster, wurde aber wegen unerlaubter Hilfe von außen disqualifiziert. Zuschauer hatten ihn auf die Strecke zurückgeschoben, nachdem er in die Strohballen geraten war.

#### Coppa Acerbo
| Platz | Fahrer            | Team          | Zeit         |
| ----- | ----------------- | ------------- | ------------ |
| 1     | Rudolf Caracciola | Mercedes-Benz | 3:03.45,6 h  |
| 2     | Giuseppe Farina   | Alfa Romeo    | + 3.26,0 min |
| 3     | Vittorio Belmondo | Alfa Romeo    | + 8.35,1 min |

Brütende Hitze auf der Coppa Acerbo auf dem Circuito di Pescara um Pescara am 15. August 1938 führte zu massenhaften Ausfällen. Caracciola im einzig übrig gebliebenen deutschen Auto gewann.

#### Großer Preis von Donington
| Platz | Fahrer         | Team          | Zeit       |
| ----- | -------------- | ------------- | ---------- |
| 1     | Tazio Nuvolari | Auto Union    | 3:06.22 h  |
| 2     | Hermann Lang   | Mercedes-Benz | + 1.38 min |
| 3     | Richard Seaman | Mercedes-Benz | + 1 Runde  |

Der Große Preis von Donington wäre infolge politischer Konflikte beinahe abgesagt worden. Nach der Unterzeichnung des Münchner Abkommens (und ganz im Sinne der Appeasement-Politik) holten es die Briten drei Wochen später am 22. Oktober 1938 nach. Wie schon in Monza gewann auch hier Nuvolari.

## Fahrerwertung
|    | Fahrer                  | Wagen                | FRA | DEU | SUI | ITA | Punkte |
| -- | ----------------------- | -------------------- | --- | --- | --- | --- | ------ |
| 1  | Rudolf Caracciola       | Mercedes-Benz        | 2   | 2   | 1   | 3   | 8      |
| 2  | Manfred von Brauchitsch | Mercedes-Benz        | 1   | Ret | 3   | Ret | 15     |
| 3  | Hermann Lang            | Mercedes-Benz        | 3   | Ret | 10  | Ret | 17     |
| 4  | Richard Seaman          | Mercedes-Benz        |     | 1   | 2   | Ret | 18     |
| 5  | Tazio Nuvolari          | Auto Union           |     | Ret | 9   | 1   | 20     |
|    | Hans Stuck              | Auto Union           |     | 3   | 4   | Ret | 20     |
|    | Hermann Paul Müller     | Auto Union           |     | 4   | Ret | Ret | 20     |
| 8  | Giuseppe Farina         | Alfa Romeo           |     | Ret | 5   | 2   | 21     |
| 9  | René Dreyfus            | Delahaye             |     | 5   | 8   |     | 24     |
|    | Pietro Ghersi           | Maserati             |     | 8   |     | 5   | 24     |
| 11 | Jean-Pierre Wimille     | Bugatti / Alfa Romeo | Ret |     | 7   | Ret | 25     |
| 12 | Piero Taruffi           | Maserati             |     | Ret | 6   | Ret | 26     |
| 13 | Clemente Biondetti      | Alfa Romeo           |     | Ret |     | 4   | 27     |
| 14 | René Carrière           | Talbot               | 4   |     |     |     | 28     |
|    | Christian Kautz         | Auto Union           | Ret |     | Ret | Ret | 28     |
|    | Rudolf Hasse            | Auto Union           | Ret | Ret |     |     | 28     |
|    | Paul Pietsch            | Maserati             |     | 6   |     |     | 28     |
|    | Renato Balestrero       | Alfa Romeo           |     | 7   |     |     | 28     |
|    | Franco Cortese          | Maserati             |     | 9   |     |     | 28     |
|    | „Raph“                  | Maserati             |     |     | 11  |     | 28     |
|    | Emilio Romano           | Alfa Romeo           |     |     | 12  |     | 28     |
|    | Max Christen            | Maserati             |     |     | 13  |     | 28     |
|    | Edoardo Teagno          | Maserati             |     |     | 14  |     | 28     |
| 24 | Philippe Étancelin      | Talbot               | Ret |     |     |     | 29     |
|    | Arthur Brookes Hyde     | Maserati             |     | Ret |     |     | 29     |
| 26 | Adolfo Mandirola        | Maserati             |     |     | Ret |     | 30     |
|    | Giovanni Minozzi        | Alfa Romeo           |     |     | Ret |     | 30     |
|    | Luigi Villoresi         | Maserati             |     |     |     | Ret | 30     |
|    | Goffredo Zehender       | Maserati             |     |     |     | Ret | 30     |
|    | Vittorio Belmondo       | Alfa Romeo           |     |     |     | Ret | 30     |
| 31 | Eugène Chaboud          | SEFAC                | Ret |     |     |     | 31     |
|    | Toulo de Graffenried    | Maserati             |     | Ret |     |     | 31     |
|    | Gianfranco Comotti      | Delahaye             |     | Ret |     |     | 31     |
|    | Herbert Berg            | Maserati             |     | Ret |     |     | 31     |
|    | István de Sztriha       | Alfa Romeo           |     |     | Ret |     | 31     |
| 36 | Carlo Felice Trossi     | Maserati             |     |     |     | DQ  | 32     |
|    | Fahrer                  | Wagen                | FRA | DEU | SUI | ITA | Punkte |

| Farbe   | Bedeutung                                         | Punkte |
| ------- | ------------------------------------------------- | ------ |
| Gold    | Sieger                                            | 1      |
| Silber  | 2. Platz                                          | 2      |
| Bronze  | 3. Platz                                          | 3      |
| Grün    | mehr als 75% der Renndistanz zurückgelegt         | 4      |
| Blau    | zwischen 50% und 75% der Renndistanz zurückgelegt | 5      |
| Violett | zwischen 25% und 50% der Renndistanz zurückgelegt | 6      |
| Rot     | weniger als 25% der Renndistanz zurückgelegt      | 7      |
| Schwarz | Disqualifiziert (DQ)                              | 8      |
| Blanko  | nicht angetreten                                  | 8      |

Fett – Pole Position

Kursiv – Schnellste Rennrunde
Rudolf Caracciola, der aus den vier zur Wertung zählenden Grand-Prix-Rennen die niedrigste Punktzahl erzielte, gewann zum dritten Mal in seiner Laufbahn die Grand-Prix-Europameisterschaft.